# Lées-Athas
Lées-Athas település Franciaországban, Pyrénées-Atlantiques megyében. Lakosainak száma 232 fő (2022. január 1.). Lées-Athas Isaba, Lescun, Accous, Bedous, Osse-en-Aspe és Arette községekkel határos.

## Népesség
A település népességének változása:
| Lakosok száma | 291  | 268  | 279  | 265  | 257  | 250  | 242  | 237  | 232  |
|               | 2013 | 2015 | 2016 | 2017 | 2018 | 2019 | 2020 | 2021 | 2022 |